# 記憶星図
『記憶星図』（きおくせいず）は、eufoniusの15枚目のオリジナルアルバム。2014年8月27日にランティスから発売された。

## 概要
- 前作『frasco』からは7ヵ月ぶりのオリジナル・フルアルバム。
- 収録曲11曲のうち6曲がアニメ・ゲームタイアップ、4曲が新曲、1曲が提供した楽曲のセルフカバーとなっている。
- ジャケットイラストはイラストレーターである佐瀬麻友子が担当している。

## 収録曲
（特記以外、作詞：riya、作曲・編曲：菊地創）
1. 記憶星図 [1:48]
作曲・編曲：菊地創
2. 桜色 [4:24]
PCゲーム『いますぐお兄ちゃんに妹だっていいたい!』OP主題歌。
3. forêt noire [4:13] 
オリジナル『kokohadoko/釘宮理恵』2012年。
4. near and far [3:46]
テレビアニメ『true tears』3周年記念ソング。
5. driving of fate [4:29]
6. sympathetic world [4:54]
作詞：riya、作曲・編曲：ただすけ
テレビアニメ『恋旅〜True Tours Nanto』耀司と千晶編テーマソング。
7. 君の引力 [4:31]
作詞・作曲：riya、編曲：ただすけ
テレビアニメ『恋旅〜True Tours Nanto』晴喜と葵編テーマソング。
8. Paslaptis [4:09]
作詞：riya、作曲・編曲：bermei.inazawa
テレビアニメ『恋旅〜True Tours Nanto』匠と夏子編テーマソング。
9. 流星バースト [4:24]
10. Cepheid [3:34]
11. プリズム・サイン [3:59]
テレビアニメ『true tears』3周年記念ソング。

## 参加ミュージシャン
- Guitar - 朝井泰生（#1-9,11）,　高山一也（#10）
- Piano - 菊地創（#1）,　ただすけ（#2,5-7,9,11）
- Bass - 渡辺等（#2-5,9,10）,　ミト(クラムボン)（#11）
- Drum - 矢吹正則（#2,9-11）,　JOE（#3）
- Violin - 西川八重（#2）, 真部裕（#7,8）
- Viola - 真部裕（#7,8）
- strings - 大先生室屋ストリングス（#11）
- Chorus - riya
- All Other Instruments - 菊地創（#1-5,9-11）,　ただすけ（#6,7）,　bermei.inazawa（#8）